# Студзянкі-Панцерне
Студзянкі-Панцерне (пол. Studzianki Pancerne) — село в Польщі, у гміні Ґловачув Козеницького повіту Мазовецького воєводства.
Населення — 185 осіб (2011).
У 1975-1998 роках село належало до Радомського воєводства.

## Демографія
Демографічна структура станом на 31 березня 2011 року:
|          | Загалом | Допрацездатний вік | Працездатний вік | Постпрацездатний вік |
| -------- | ------- | ------------------ | ---------------- | -------------------- |
| Чоловіки | 98      | 21                 | 66               | 11                   |
| Жінки    | 87      | 15                 | 49               | 23                   |
| Разом    | 185     | 36                 | 115              | 34                   |